# Irene de Tesalónica
Irene fue una mártir cristiana, hermana de Santa Ágape y Santa Quionia (en griego, los nombres significan paz, amor y pureza, respectivamente). Se dice que fue sorprendida en posesión de la Biblia a pesar de la prohibición dictada por Diocleciano en el 303 d. C.. Fue martirizada, al igual que sus hermanas, por no renegar de la fe cristiana. No está claro como murió.  
Santa Irene es venerada en la Iglesia católica y especialmente en la Iglesia ortodoxa (la iglesia oriental). Su fiesta se celebra el 5 de abril en el santoral católico. 
Como reliquia, se venera su supuesta mano en una iglesia ortodoxa griega en Astoria, Nueva York.
Esta santa ha dado su nombre a la turística isla griega de Santorini.